# الی ژسبر
الی ژسبر (فرانسوی: Élie Gesbert‎؛ زادهٔ ۱ ژوئیهٔ ۱۹۹۵ ‏(۲۹ سال)) دوچرخه‌سوار اهل فرانسه است.
از باشگاه‌هایی که در آن رکاب زده‌است می‌توان به تیم دوچرخه‌سواری اف‌دی‌جی و تیم دوچرخه‌سواری فورتونئو–اسکارو اشاره کرد.